# Pseudalbiorix
Pseudalbiorix es un género de pseudoscorpiones de la familia Ideoroncidae.  Se distribuye por México, Centroamérica y las Antillas.

## Especies
Según Pseudoscorpions of the World 1.2::
- Pseudalbiorix armasi Barba & Pérez, 2007
- Pseudalbiorix muchmorei Barba & Pérez, 2007
- Pseudalbiorix reddelli (Muchmore, 1982)
- Pseudalbiorix veracruzensis (Hoff, 1945)

## Publicación original
- Harvey, Barba, Muchmore & Pérez, 2007: Pseudalbiorix, a new genus of Ideoroncidae (Pseudoscorpiones, Neobisioidea) from central America. Journal of Arachnology, vol.34, p.610-626 (texto intégral Archivado el 3 de marzo de 2016 en Wayback Machine.).